# 2018-as labdarúgó-világbajnokság-selejtező (UEFA – F csoport)
A 2018-as labdarúgó-világbajnokság európai selejtező, F csoportjának eredményeit tartalmazó lapja. A csoport sorsolását 2015. július 25-én tartották Szentpéterváron. A csoportban a csapatok körmérkőzéses, oda-visszavágós rendszerben játszanak egymással. A csoportelső automatikus résztvevője a világbajnokságnak.
A csoportban Anglia, Szlovákia, Skócia, Szlovénia, Litvánia és Málta szerepelt. Anglia kijutott a világbajnokságra. A csoport második helyezettje a pótselejtezőn vehetett volna részt, de Szlovákia legrosszabb csoportmásodikként kiesett.

## Tabella
| Hely. | Csapat    | M  | Gy | D | V | G+ | G– | Gk  | P  | Továbbjutás                         |     | Anglia | Szlovákia | Skócia | Szlovénia | Litvánia | Málta |
| ----- | --------- | -- | -- | - | - | -- | -- | --- | -- | ----------------------------------- | --- | ------ | --------- | ------ | --------- | -------- | ----- |
| 1.    | Anglia    | 10 | 8  | 2 | 0 | 18 | 3  | +15 | 26 | Kijutott a 2018-as világbajnokságra |     | —      | 2–1       | 3–0    | 1–0       | 2–0      | 2–0   |
| 2.    | Szlovákia | 10 | 6  | 0 | 4 | 17 | 7  | +10 | 18 |                                     |     | 0–1    | —         | 3–0    | 1–0       | 4–0      | 3–0   |
| 3.    | Skócia    | 10 | 5  | 3 | 2 | 17 | 12 | +5  | 18 |                                     | 2–2 | 1–0    | —         | 1–0    | 1–1       | 2–0      |       |
| 4.    | Szlovénia | 10 | 4  | 3 | 3 | 12 | 7  | +5  | 15 |                                     | 0–0 | 1–0    | 2–2       | —      | 4–0       | 2–0      |       |
| 5.    | Litvánia  | 10 | 1  | 3 | 6 | 7  | 20 | −13 | 6  |                                     | 0–1 | 1–2    | 0–3       | 2–2    | —         | 2–0      |       |
| 6.    | Málta     | 10 | 0  | 1 | 9 | 3  | 25 | −22 | 1  |                                     | 0–4 | 1–3    | 1–5       | 0–1    | 1–1       | —        |       |

## Mérkőzések
Az időpontok közép-európai idő szerint értendők.
| 2016. szeptember 4. 18:00 (19:00 UTC+3) |

| Litvánia               | 2–2               | Szlovénia             |
| ---------------------- | ----------------- | --------------------- |
| Černych 32' Slivka 34' | (2–0) Jegyzőkönyv | Krhin 77' Cesar 90+3' |

| LFF Stadium, Vilnius Nézőszám: 4114 Játékvezető: Artur Soares Dias (portugál) |

| 2016. szeptember 4. 18:00 (18:00 UTC+2) |

| Szlovákia | 0–1               | Anglia        |
| --------- | ----------------- | ------------- |
|           | (0–0) Jegyzőkönyv | Lallana 90+5' |

| Štadión Antona Malatinského, Nagyszombat Nézőszám: 18 111 Játékvezető: Milorad Mažić (szerb) |

| 2016. szeptember 4. 20:45 (20:45 UTC+2) |

| Málta       | 1–5               | Skócia                                                         |
| ----------- | ----------------- | -------------------------------------------------------------- |
| Effiong 14' | (1–1) Jegyzőkönyv | Snodgrass 10' 61' (11-esből) 84' C. Martin 53' S. Fletcher 78' |

| Nemzeti Stadion, Ta’ Qali Nézőszám: 15 069 Játékvezető: Yevhen Aranovsky (ukrán) |

| 2016. október 8. 18:00 (17:00 UTC+1) |

| Anglia                 | 2–0               | Málta |
| ---------------------- | ----------------- | ----- |
| Sturridge 29' Alli 38' | (2–0) Jegyzőkönyv |       |

| Wembley Stadion, London Nézőszám: 81 781 Játékvezető: Stefan Johannesson (svéd) |

| 2016. október 8. 20:45 (19:45 UTC+1) |

| Skócia       | 1–1               | Litvánia    |
| ------------ | ----------------- | ----------- |
| McArthur 89' | (0–0) Jegyzőkönyv | Černych 59' |

| Hampden Park Stadium, Glasgow Nézőszám: 35 966 Játékvezető: Tobias Stieler (német) |

| 2016. október 8. 20:45 (20:45 UTC+2) |

| Szlovénia      | 1–0               | Szlovákia |
| -------------- | ----------------- | --------- |
| Kronaveter 74' | (0–0) Jegyzőkönyv |           |

| Stadion Stožice, Ljubljana Nézőszám: 10 492 Játékvezető: Nicola Rizzoli (olasz) |

| 2016. október 11. 20:45 (21:45 UTC+3) |

| Litvánia                             | 2–0               | Málta   |
| ------------------------------------ | ----------------- | ------- |
| Černych 76' Novikovas 84' (11-esből) | (0–0) Jegyzőkönyv | Caruana |

| LFF Stadium, Vilnius Nézőszám: 5067 Játékvezető: Jesús Gil Manzano (spanyol) |

| 2016. október 11. 20:45 (20:45 UTC+2) |

| Szlovákia             | 3–0               | Skócia |
| --------------------- | ----------------- | ------ |
| Mak 18' 56' Nemec 68' | (1–0) Jegyzőkönyv |        |

| Štadión Antona Malatinského, Nagyszombat Nézőszám: 11 098 Játékvezető: Martin Strömbergsson (svéd) |

| 2016. október 11. 20:45 (20:45 UTC+2) |

| Szlovénia | 0–0         | Anglia |
| --------- | ----------- | ------ |
|           | Jegyzőkönyv |        |

| Stadion Stožice, Ljubljana Nézőszám: 13 274 Játékvezető: Deniz Aytekin (német) |

| 2016. november 11. 20:45 (19:45 UTC±0) |

| Anglia                               | 3–0         | Skócia |
| ------------------------------------ | ----------- | ------ |
| Sturridge 23' Lallana 50' Cahill 61' | Jegyzőkönyv |        |

| Wembley Stadion, London Nézőszám: 87 258 Játékvezető: Cüneyt Çakır (török) |

| 2016. november 11. 20:45 (20:45 UTC+1) |

| Málta | 0–1               | Szlovénia  |
| ----- | ----------------- | ---------- |
|       | (0–0) Jegyzőkönyv | Verbič 47' |

| Nemzeti Stadion, Ta’ Qali Nézőszám: 4207 Játékvezető: Paweł Raczkowski (lengyel) |

| 2016. november 11. 20:45 (20:45 UTC+1) |

| Szlovákia                                 | 4–0               | Litvánia |
| ----------------------------------------- | ----------------- | -------- |
| Nemec 12' Kucka 15' Škrtel 36' Hamšík 86' | (3–0) Jegyzőkönyv |          |

| Štadión Antona Malatinského, Nagyszombat Nézőszám: 9653 Játékvezető: Anasztásziosz Szidirópulosz (görög) |

| 2017. március 26. 18:00 (17:00 UTC+1) |

| Anglia              | 2–0               | Litvánia |
| ------------------- | ----------------- | -------- |
| Defoe 22' Vardy 66' | (1–0) Jegyzőkönyv |          |

| Wembley Stadion, London Nézőszám: 77 690 Játékvezető: Ruddy Buquet (francia) |

| 2017. március 26. 20:45 (20:45 UTC+2) |

| Málta            | 1–3               | Szlovákia                           |
| ---------------- | ----------------- | ----------------------------------- |
| Farrugia 14' 79′ | (1–2) Jegyzőkönyv | Weiss 2' Greguš 41' Nemec 84' 90+1′ |

| Nemzeti Stadion, Ta’ Qali Nézőszám: 4980 Játékvezető: Ali Palabıyık (török) |

| 2017. március 26. 20:45 (19:45 UTC+1) |

| Skócia        | 1–0               | Szlovénia |
| ------------- | ----------------- | --------- |
| C. Martin 88' | (0–0) Jegyzőkönyv |           |

| Hampden Park Stadium, Glasgow Nézőszám: 20 435 Játékvezető: Björn Kuipers (holland) |

| 2017. június 10. 18:00 (17:00 UTC+1) |

| Skócia            | 2–2               | Anglia                            |
| ----------------- | ----------------- | --------------------------------- |
| Griffiths 87' 90' | (0–0) Jegyzőkönyv | Oxlade-Chamberlain 70' Kane 90+3' |

| Hampden Park Stadium, Glasgow Nézőszám: 48 520 Játékvezető: Paolo Tagliavento (olasz) |

| 2017. június 10. 18:00 (18:00 UTC+2) |

| Szlovénia                  | 2–0               | Málta |
| -------------------------- | ----------------- | ----- |
| Iličić 45+2' Novakovič 84' | (1–0) Jegyzőkönyv |       |

| Stadion Stožice, Ljubljana Nézőszám: 7839 Játékvezető: Simon Lee Evans (walesi) |

| 2017. június 10. 20:45 (21:45 UTC+3) |

| Litvánia        | 1–2               | Szlovákia            |
| --------------- | ----------------- | -------------------- |
| Novikovas 90+3' | (0–1) Jegyzőkönyv | Weiss 32' Hamšík 58' |

| LFF Stadium, Vilnius Nézőszám: 4083 Játékvezető: Manuel Gräfe (német) |

| 2017. szeptember 1. 20:45 (21:45 UTC+3) |

| Litvánia | 0–3               | Skócia                                   |
| -------- | ----------------- | ---------------------------------------- |
|          | (0–2) Jegyzőkönyv | Armstrong 25' Robertson 30' McArthur 72' |

| LFF Stadium, Vilnius Nézőszám: 5067 Játékvezető: Carlos del Cerro Grande (spanyol) |

| 2017. szeptember 1. 20:45 (20:45 UTC+2) |

| Málta | 0–4               | Anglia                                    |
| ----- | ----------------- | ----------------------------------------- |
|       | (0–0) Jegyzőkönyv | Kane 53' 90+2' Bertrand 86' Welbeck 90+1' |

| Nemzeti Stadion, Ta’ Qali Nézőszám: 16 994 Játékvezető: Artur Soares Dias (portugál) |

| 2017. szeptember 1. 20:45 (20:45 UTC+2) |

| Szlovákia | 1–0               | Szlovénia |
| --------- | ----------------- | --------- |
| Nemec 81' | (0–0) Jegyzőkönyv |           |

| Štadión Antona Malatinského, Nagyszombat Nézőszám: 16 896 Játékvezető: Antonio Mateu Lahoz (spanyol) |

| 2017. szeptember 4. 20:45 (19:45 UTC+1) |

| Anglia                | 2–1               | Szlovákia  |
| --------------------- | ----------------- | ---------- |
| Dier 37' Rashford 59' | (1–1) Jegyzőkönyv | Lobotka 3' |

| Wembley Stadion, London Nézőszám: 67 823 Játékvezető: Clément Turpin (francia) |

| 2017. szeptember 4. 20:45 (19:45 UTC+1) |

| Skócia                 | 2–0               | Málta |
| ---------------------- | ----------------- | ----- |
| Berra 9' Griffiths 49' | (1–0) Jegyzőkönyv |       |

| Hampden Park, Glasgow Nézőszám: 26 371 Játékvezető: Jakob Kehlet (dán) |

| 2017. szeptember 4. 20:45 (20:45 UTC+2) |

| Szlovénia                                                 | 4–0               | Litvánia |
| --------------------------------------------------------- | ----------------- | -------- |
| Iličić 25' (11-esből) 61' (11-esből) Verbič 82' Birsa 90' | (1–0) Jegyzőkönyv |          |

| Stožice Stadion, Ljubljana Nézőszám: 6230 Játékvezető: Kovács István (román) |

| 2017. október 5. 20:45 (19:45 UTC+1) |

| Anglia     | 1–0               | Szlovénia |
| ---------- | ----------------- | --------- |
| Kane 90+4' | (0–0) Jegyzőkönyv |           |

| Wembley Stadion, London Nézőszám: 61 598 Játékvezető: Felix Zwayer (német) |

| 2017. október 5. 20:45 (20:45 UTC+2) |

| Málta     | 1–1               | Litvánia   |
| --------- | ----------------- | ---------- |
| Agius 23' | (1–0) Jegyzőkönyv | Slivka 53' |

| Nemzeti Stadion, Ta’ Qali Nézőszám: 3431 Játékvezető: Zaven Hovhannisyan (örmény) |

| 2017. október 5. 20:45 (19:45 UTC+1) |

| Skócia             | 1–0               | Szlovákia |
| ------------------ | ----------------- | --------- |
| Škrtel 89' (öngól) | (0–0) Jegyzőkönyv |           |

| Hampden Park, Glasgow Nézőszám: 46 733 Játékvezető: Milorad Mažić (szerb) |

| 2017. október 8. 18:00 (19:00 UTC+3) |

| Litvánia | 0–1               | Anglia              |
| -------- | ----------------- | ------------------- |
|          | (0–1) Jegyzőkönyv | Kane 26' (11-esből) |

| LFF Stadium, Vilnius Játékvezető: Orel Grinfeeld (izraeli) |

| 2017. október 8. 18:00 (18:00 UTC+2) |

| Szlovákia              | 3–0               | Málta |
| ---------------------- | ----------------- | ----- |
| Nemec 33' 62' Duda 70' | (1–0) Jegyzőkönyv |       |

| Štadión Antona Malatinského, Nagyszombat Játékvezető: Paolo Mazzoleni (olasz) |

| 2017. október 8. 18:00 (18:00 UTC+2) |

| Szlovénia      | 2–2               | Skócia                      |
| -------------- | ----------------- | --------------------------- |
| Bezjak 52' 72' | (0–1) Jegyzőkönyv | Griffiths 32' Snodgrass 88' |

| Stožice Stadion, Ljubljana Játékvezető: Jonas Eriksson (svéd) |